# 克利爾湖 (愛荷華州)
克利爾湖（英語：Clear Lake）是一個位於美國愛荷華州塞羅戈多縣的城市。

## 地理
克利爾湖的座標為43°08′11″N 93°22′48″W / 43.13639°N 93.38000°W，而該地的平均海拔高度為377米（即1237英尺）。

## 人口
根據2010年美國人口普查的數據，克利爾湖的面積為34.81平方千米，當中陸地面積為27.97平方千米，而水域面積為6.84平方千米。當地共有人口7777人，而人口密度為每平方千米223人。